# Пратьяхара
Пратьяхара (санскр. प्रत्याहार, IAST: pratyāhāra, букв. «отбрасывание, отрешение») — техника отвлечения чувств от объектов, на которые они обычно направлены. Является практикой-предпосылкой для медитации-дхьяны и самадхи (созерцания и сосредоточения). Используется в индуизме и буддизме.
Горакшанатх в тексте «Сиддха-сиддханта паддхати» определяет пратьяхару как возврат органов чувственного восприятия, остановка их изменений (санскр. — викар) и поворот вспять возникающих изменений.
Патанджали в «Йога-сутрах» пишет о пратьяхаре:
«При отсутствии связи со своими объектами органы чувств следуют внутренней форме сознания — это и есть отвлечение. Благодаря ему достигается полное подчинение органов чувств».
Также одно из значений этого слова — искусство видеть Бога во всём.

## Этимология
Термин «пратьяхара» состоит из двух санскритских слов — «прати» и «ахара». Термин «прати» значит «противоположное». Термин «ахара» можно перевести как «то, что принимается внутрь». Таким образом, «пратьяхара» буквально означает «отвлечение от внешних влияний».